# Uzein
Uzein település Franciaországban, Pyrénées-Atlantiques megyében. Lakosainak száma 1320 fő (2022. január 1.). Uzein Aubin, Bougarber, Caubios-Loos, Lescar, Momas, Poey-de-Lescar, Sauvagnon és Viellenave-d’Arthez községekkel határos.

## Népesség
A település népessége az elmúlt években az alábbi módon változott:
| Lakosok száma | 1297 | 1251 | 1250 | 1232 | 1229 | 1228 | 1258 | 1289 | 1320 |
|               | 2013 | 2015 | 2016 | 2017 | 2018 | 2019 | 2020 | 2021 | 2022 |